# ВСМ Челябинск — Екатеринбург
Высокоскоростная железнодорожная магистраль (ВСМ) Челябинск — Екатеринбург «Урал» — проектируемая двухпутная высокоскоростная пассажирская и грузовая магистраль между Челябинском и Екатеринбургом протяжённостью 218 км.
Распоряжением правительства России создание ВСМ Челябинск — Екатеринбург включено в транспортную стратегию Российской Федерации на период до 2030 года. В соответствии с распоряжением строительство магистрали будет проведено с применением частно-государственного партнёрства, стоимость ВСМ оценена в 365,9 млрд рублей, строительство запланировано на 2021—2025 годы. Благодаря ВСМ время в пути между Челябинском и Екатеринбургом займет один час 10 минут, что позволит сформировать на ее базе единую агломерацию уральского региона с населением более 4 млн человек. Магистраль пройдет через шесть узловых станций — Екатеринбург, аэропорт Кольцово, Сысерть, Снежинск, аэропорт Баландино, Челябинск. В отдалённой перспективе магистраль станет частью высокоскоростной грузопассажирской магистрали «Евразия».

## История проекта

### Первые предложения
Впервые идею о создании высокоскоростной магистрали между Челябинском и Екатеринбургом начали обсуждать в 1999 году, после чего к вопросу вернулись 2005—2006 годах. Именно тогда губернатор Свердловской области Эдуард Россель, по воспоминаниям транспортного эксперта Якова Гуревича, заявлял: «Мне нужно возить рабочую силу из умирающего Челябинска в процветающий Екатеринбург».
Новым лоббистом идеи строительства ВСМ в 2010-е годы стал губернатор Челябинской области Борис Дубровский. Так, в ноябре 2015 года он выступил с докладом на заседании правления ОАО «РЖД». К тому моменту в бюджетах двух регионов на будущую дорогу уже было заложено по 50 млн рублей, а политическое значение проекту придавали планы по проведению в 2020 году в Челябинске саммита ШОС.
В начале 2016 года по инициативе Дубровского состоялось экспертное совещание клуба «15.01», на котором были представлены планы по строительству магистрали. На тот момент рассматривались две трассировки: Аргаяш, Кыштым, Касли, Снежинск, Сысерть и Арамиль, либо через Кунашак и Каменск-Уральский. Стоимость проекта оценивалась в 165—240 млрд рублей, финансировать его предлагалось с привлечением Пенсионного фонда и страховых компаний. Ряд местных экспертов критически отозвался о проекте.

### Активизация работы к «ЭКСПО-2025»
В декабре 2017 года участок ВСМ между Екатеринбургом и Челябинском будет включён в транспортную стратегию России до 2030 года в качестве элемента программы развития РЖД и составной части планируемой ВСМ Москва — Пекин. 10 января 2018 года стало известно, что руководство Челябинской и Свердловской областей, а также инвесторы проекта подали в правительство РФ частную концессионную инициативу о начале строительстве участка ВСМ на Урале. Заместитель губернатора Свердловской области Александр Высокинский заявил, что строительство железной дороги — не самоцель, а часть заявки Екатеринбурга на участие в «ЭКСПО-2025».
12 мая 2018 года премьер-министр России Дмитрий Медведев подписал распоряжение о внесении изменений в транспортную стратегию России до 2030 года, которым наметил предполагаемое завершение строительства ВСМ на 2024 год, а стоимость проекта определил в 365,9 млрд рублей. Механизмом финансирования было определено государственно-частное партнерство. Предполагалось, что оно будет реализовано в форме концессии на 32 года. Для строительства ВСМ было создано хозяйственное партнерство «Уральская скоростная магистраль», учредителями которой выступают правительства Челябинской и Свердловской областей, промышленные предприятия ЧТПЗ и РМК, а также частный инвестор RWM Capital. Максимальная скорость была определена в 300 км/ч, а из двух вариантов трассы выбрали проходящий через Сысерть и Снежинск, но без остановки в Каслях.
16 февраля 2019 года Российский фонд прямых инвестиций, Siemens Mobility и «Уральская скоростная магистраль» на полях конференции по безопасности в Мюнхене подписали договор о совместной реализации проекта ВСМ Челябинск — Екатеринбург. Отмечалось, что начало строительства запланировано на 2021 год, а ввод в эксплуатацию — на 2025-й, при этом в проект входят четыре новых железнодорожных вокзала (аэропорты Баландино и Кольцово, Снежинск, Сысерть), 10 промежуточных станций и вокзальных комплексов, четыре тяговых подстанции, депо для высокоскоростного подвижного состава и строительство здания управления высокоскоростной магистралью.

### Подготовительные этапы строительства
Планируемая стоимость строительства по годам составит: в 2019 году — 3 млрд рублей, в 2020 году — 1 млрд. 920 млн рублей, в 2021 году — 76 млрд. 160 млн рублей, в 2022 году — 92 млрд. 440 млн рублей, в 2023 году — 131 млрд. 320 млн рублей, в 2024 году — 97 млрд. 160 млн рублей.
В апреле 2019 года главой счётной палаты Российской Федерации Алексеем Кудриным предложено продление ВСМ до Тюмени и включения его тоже в планируемую агломерацию.
В июле 2019 года Росжелдором утверждено техзадание строительства магистрали, начаты подготовительные работы по планировке и межеванию земельных участков в Арамильском, Белоярском, Сысертском городских округах Свердловской области, Каслинском, Кунашакском, Красноармейском, Сосновском районах Челябинской области, в городах Екатеринбурге и Челябинске.

### Заморозка проекта
В апреле 2020 года проект был заморожен, при этом некоторыми руководителями проекта разъяснялось, что «в связи с тяжёлыми экономическими условиями связанными с пандемией COVID-19». Также в 2020 году был сменён гендиректор ХП «УСМ», вместо С. Бревнова назначен М. Мельников. В 2021 году был закрыт и ХП «Уральская скоростная магистраль», на который в предыдущие годы из бюджетов Челябинской и Свердловской областей было потрачено 80 млн рублей, без учёта средств инвесторов. Одновременно с этим, проводится расширение до четырёх полос всего участка, связывающего Челябинск и Екатеринбург, Подъезда к Екатеринбургу федеральной автодороги М5 «Урал».

## Возрождение проекта в перспективе 2028-2036 гг.
О включении высокоскоростной железнодорожной магистрали в генеральную схему развития сети российских железных дорог на период до 2030 г. и на перспективу до 2036 г. 14 декабря 2023 года сообщил заместитель генерального директора РЖД по пассажирским перевозкам Иван Колесников. Однако движение между Челябинском и Екатеринбургом в рамках данного проекта планируют запустить не ранее 2028 года. Из-за высокой стоимости проекта (около 400 миллиардов рублей в сопоставимых ценах 2020 года) вероятнее что скоростные поезда пойдут между двумя главными городами Урала не ранее 2032-2036 гг. При этом, по данным Южно-Уральской железной дороги, открытие ВСМ позволит вдвое повысить пропускные способности участка: с 27 до 57 пар поездов в день.
Сообщается, что после реконструкции и строительства путей сообщения между Челябинском и Екатеринбургом пассажирские поезда смогут ходить на скорости до 200 километров в час на данном участке железной дороги. Но в данный момент большинство жителей Челябинской и Свердловской областей вынуждены перемещаться между региональными центрами, в основном, на автобусах, личном автотранспорте и на попутных машинах, пользуясь для этого специализированными сервисами для поиска таких поездок. Отметим, что в ходе вышеупомянутой пресс-конференции представитель РЖД Иван Колесников пока не назвал конкретного маршрута и списка станций. Конечно же, на рентабельность проекта окажет ключевое влияние прокладка веток к международным аэропортам в Челябинской и Екатеринбургской агломерациях. В конечном счете эти аспекты проекта окажут влияние на развитие туризма на Урале, который славится своими озерами, горнолыжными курортами и природными заповедниками. 
«В благоприятной социально - экономической ситуации высокоскоростная магистраль могла бы стать маркером развития уральского региона и всей страны. Однако, на фоне вечного российского кризиса удалось лишь потратить около 300 миллионов на проектные работы. Также следует подчеркнуть, что окупаемость проекта в принципе не будет высокой, если магистраль не проложить через аэропорты Баландино и Кольцово в течение ближайших пяти лет. История транспортно-логистических решений имеет свою неумолимую логику», — считает регионовед и политолог Тарас Есаков.  
Вице-президент группы «Синара», в которой разрабатываются высокоскоростные поезда в рамках проекта ВСМ, Александр Мишарин также подтвердил, что проект может быть «разморожен» только после завершения строительства ВСМ Москва — Санкт-Петербург - то есть в 2028 году. Перспективная сеть ВСМ включает в себя следующие участки: Москва — Санкт-Петербург, Москва — Нижний Новгород — Казань — Екатеринбург, Москва — Ростов-на-Дону — Адлер, Москва — Минск.

## Международная оценка проекта
Аналитики аудиторской компании PricewaterhouseCoopers (PwC) выдали положительное заключение публичного технологического и ценового аудита (ТЦА) обоснования инвестиций в проект высокоскоростной железнодорожной магистрали (ВСМ) Челябинск — Екатеринбург.

## Хронология подписания документов о строительстве ВСМ
22 февраля 2019 года распоряжением № 94-р правительство РФ включило трассу УВСМ в Схему территориального планирования Российской Федерации в области федерального транспорта.
23 марта 2018 года подписано распоряжение министерства транспорта Российской Федерации №МС-31-р "О возможности заключения концессионного соглашения в отношении объектов инфраструктуры железнодорожного транспорта общего пользования на иных условиях, чем предложено хозяйственным партнёрством «Уральская скоростная магистраль». Срок переговоров об условиях концессионного соглашения установлен до 30 сентября 2018 года.
12 мая 2018 года председатель правительства Российской Федерации Д. А. Медведев подписал распоряжение N 893-р о внесении изменений в Транспортную стратегию Российской Федерации на период до 2030 года, включающую часть, касающуюся создания ВСМ Челябинск — Екатеринбург.
8 ноября 2018 года председатель правительства Дмитрий Медведев поручил своему заместителю Максиму Акимову, отвечающему в правительстве за инфраструктуру, включить высокоскоростную магистраль Челябинск — Екатеринбург в комплексный план развития инфраструктуры, что позволит проекту получить финансирование из федерального бюджета.
14 февраля 2019 года проект высокоскоростной магистрали (ВСМ) Челябинск — Екатеринбург включили в стратегию пространственного развития РФ, рассчитанную до 2025 года. Утверждённый премьер-министром Дмитрием Медведевым документ опубликован на сайте правительства РФ страны.
16 февраля 2019 года на полях конференции по безопасности в Мюнхене договор о совместной реализации проекта ВСМ Челябинск — Екатеринбург подписали Российский фонд прямых инвестиций, Siemens Mobility и «Уральская скоростная магистраль».
15 марта 2019 года. Губернатор Челябинской области Дубровский Б. А. заявил, Что безусловный интерес вызывает идея строительства высокоскоростной железной дороги из Челябинска до Кургана и далее — в Казахстан. Данное заявление было сказано в Кургане в ходе окружного совещания под руководством полпреда президента в УрФО Николая Цуканова. Но уже 19 марта Дубровский Б. А. ушел в отставку.
19 марта 2019 года. ОАО «Российские железные дороги» заявили о намерениях инвестировать в строительство ВСМ Челябинск — Екатеринбург 402 миллиарда рублей. Об этом сообщается в долгосрочной инвестиционной программе компании до 2025 года. Подписанное премьер-министром Дмитрием Медведевым распоряжение Правительства РФ от 19 марта 2019 г. No 466-р по утверждению долгосрочной программы развития ОАО «РЖД» до 2025 года опубликовано на сайте правительства РФ.
9 апреля 2019 года — Центральная пригородная пассажирская компания определена в качестве перевозчика на будущей ВСМ Челябинск — Екатеринбург.
14 декабря 2023 года. В Москве заместитель генерального директора РЖД по пассажирским перевозкам Иван Колесников заявил о включении данной ВСМ в генеральную схему развития сети железных дорог на период до 2030 г. (и на перспективу до 2036 г.).